# Timothy Snyder
Timothy David Snyder (ur. 18 sierpnia 1969 w Dayton) – amerykański historyk, profesor Uniwersytetu Yale. Specjalizuje się w zakresie historii nowożytnego nacjonalizmu oraz dziejów Europy Środkowej i Wschodniej.
Współpracował z uniwersytetami w Paryżu, Wiedniu, Warszawie, Pradze i Uniwersytetem Harvarda. Włada biegle językiem polskim. Jego żoną jest Marci Shore.

## Charakterystyka twórczości
Jest autorem pracy The Reconstruction of Nations: Poland, Ukraine, Lithuania, Belarus, 1569–1999 (Rekonstrukcja narodów: Polska, Ukraina, Litwa i Białoruś, 1569–1999), w której stara się prześledzić ewolucję świadomości narodowych terenu I Rzeczypospolitej do czasów współczesności.
Podejmował dyskusję nad wieloznacznością pierwszego wersu Inwokacji „Litwo! Ojczyzno moja!”, możliwych interpretacji jego znaczenia w zamierzeniu Mickiewicza i zmieniającej się przez sto kilkadziesiąt lat od jej napisania percepcji wśród Polaków, Litwinów i Białorusinów.
Określa mity narodowe i stosowany do dzisiaj XIX-wieczny, nacjonalistyczny sposób formułowania problemów historycznych jako metahistorię, czyli poglądy „nawet nie błędne” (not even wrong). Przykładowo Polacy często określają przedrozbiorową Rzeczpospolitą jako polską, co wskazywałoby, że była czymś podobnym do współczesnej Polski. Rosjanie z kolei uważają stulecia istnienia Rzeczypospolitej za „bezsensownie stracone dla wschodnich Słowian, aż do czasu ich ponownego połączenia z Rosją”. Popularność metahistorycznych mitów sprawia, że zainspirowani nimi oponenci mogą je wywrócić do góry nogami: Litwini mogą zademonstrować, że średniowieczne Wilno było nie polskie a litewskie, Ukraińcy mogą udowodnić, że to oni, a nie Rosja, są spadkobiercami Rusi Kijowskiej.
Z pozycji historyka odrzuca polemikę z mitami narodowymi, argumentując, że nonsens postawiony na głowie pozostaje nonsensem, argumentacja nie prowadzi do syntezy, a dialektyka mitu i metahistorii powinna być przedmiotem, a nie metodą badań historycznych.

## Odznaczenia i nagrody
- Krzyż Oficerski Orderu Zasługi RP (Polska, 2014)[2]
- Odznaka Honorowa „Bene Merito” (Polska)[3]
- Order Krzyża Ziemi Maryjnej III klasy (Estonia)[3]
- Krzyż Zasługi II klasy MSZ (Estonia, 2022)[4]
- Krzyż Komandorski Orderu „Za Zasługi dla Litwy” (Litwa, 2023)[5]
- Gwiazda Dyplomacji Litwy (Litwa)[3]
- Nagroda im. Jerzego Giedroycia za książkę Rekonstrukcja narodów. Polska, Ukraina, Litwa, Białoruś 1569–1999 (2008)
- Nagroda im. Hannah Arendt (Hannah-Arendt-Preis) (2013)
- Człowiek Roku „Gazety Wyborczej” (2016)
- Nagroda Fundacji na rzecz Nauki Polskiej (2018)

## Publikacje

### Książki
- Nationalism, Marxism, and Modern Central Europe: A Biography of Kazimierz Kelles-Krauz (Harvard University Press, 1998)
- The Reconstruction of Nations: Poland, Ukraine, Lithuania, Belarus, 1569–1999 (Yale University Press, 2003);
- Sketches from a Secret War: A Polish Artist’s Mission to Liberate Soviet Ukraine (Yale University Press, 2005);
- The Red Prince: The Secret Lives of A Habsburg Archduke (Basic Books, 2008);
- (współred.) Wall Around the West: State Power and Immigration Controls in Europe and North America (Rowman and Littlefield, 2001)
- Bloodlands: Europe Between Hitler and Stalin (Basic Books, 2010)
- Black Earth: The Holocaust as History and Warning (Tim Duggan Books, 2015)

### Artykuły
- Kazimierz Kelles-Krauz, 1872–1905. A Polish Socialist for Jewish Nationality, „Polin” 12 (1999), s. 257–270.
- Un socialiste polonais à Paris ou Pourquoi le socialisme marxiste a-t-il méconnu l’importance du phénomène national?, „Review des Studes Slaves” 71 (1999), s. 243–262.
- „To Resolve the Ukrainian Problem Once and for All”. The Ethnic Cleansing of Ukrainians in Poland, 1943–1947, „Journal of Cold War Studies” 1 (1999), z. 2, s. 86–120.
- Memory of sovereignity and sovereignity over memory: Poland, Lithuania and Ukraine[w:] Memory and power in post-war Europe. Studies in the presence of the past, Cambridge 2002, s. 39–58.
- Polnische Ostpolitik. Tradition mit Zukunft, „Transit” 25 (2003), s. 25–39.
- Der vergessene Geheimkrieg. Der polnisch-sowjetische Kampf der Geheimdienste um die Ukraine und wie das Europa von heute zustande kam. Karl Heinz Siber, „Transit. EuropÉische Review” 31 (2006), s. 153–173

## Publikacje w języku polskim

### Książki
- Rekonstrukcja narodów. Polska, Ukraina, Litwa, Białoruś 1569–1999, Sejny 2006, Fundacja Pogranicze, ISBN 83-86872-65-9.
- Tajna wojna. Henryk Józewski i polsko-sowiecka rozgrywka o Ukrainę, Kraków 2008, Wydawnictwo Znak, ISBN 978-83-240-1033-2.
- Czerwony Książę, tłum. Maciej Antosiewicz, Warszawa 2010, Świat Książki, ISBN 978-83-247-1217-5.
- Nacjonalizm, marksizm i Europa Środkowa, Biografia Kazimierza Kelles-Krauza (1872–1905), tłum. Marta Boguta, Warszawa 2011, Wydawnictwo Krytyki Politycznej, ISBN 978-83-61006-74-9.
- Skrwawione ziemie. Europa między Hitlerem a Stalinem, tłum. Bartłomiej Pietrzyk, Warszawa 2011, Świat Książki, ISBN 978-83-247-2278-5.
- (współautor: Tony Judt) Rozważania o wieku XX, przeł. Paweł Marczewski, Warszawa: Rebis 2013
- (redakcja) Stalin i Europa, 1928–1953, oprac. Timothy Snyder, Ray Brandon, przeł. Sławomir Kędzierski, Poznań: Wydawnictwo Poznańskie 2014
- Czarna Ziemia. Holokaust jako ostrzeżenie, przeł. Bartłomiej Pietrzyk, Kraków 2015, Znak Horyzont, ISBN 97883240-3080-4.
- O tyranii. Dwadzieścia lekcji z dwudziestego wieku, przeł. Bartłomiej Pietrzyk, Kraków: Znak Horyzont 2017, ISBN 978-83-240-4226-5.
- Droga do niewolności. Rosja. Europa. Ameryka., przeł. Bartłomiej Pietrzyk, Znak Horyzont, Kraków 2019

### Artykuły i wywiady
- Kazimierz Kelles-Krauz jako socjolog i przykład fenomenu socjologicznego, „Myśl Socjaldemokratyczna” 3 (1993), nr 2/3, s. 36–43
- Kazimierz Kelles-Krauz: socjalizm, socjologia, naród, „Społeczeństwo Otwarte” 6 (1995), nr 5, s. 11–15
- Czy w Polsce są konserwatyści?, „Res Publica Nowa” 1997, nr 11, s. 49–56
- Pięć wieków i osiem lat, „Tygodnik Powszechny” 2002, nr 19, s. 8
- Akcja „Wisła” a homogeniczność społeczeństwa polskiego, [w:] Akcja „Wisła”, pod red. Jana Pisulińskiego, Warszawa: IPN 2003, s. 49–54
- Sześćdziesiąt lat temu na Wołyniu..., „Przegląd Polityczny” 2003, nr 61, s. 92–94
- Wołyń 1943, rozmowę przeprowadził Iza Chruślińska, Piotr Tyma, „Przegląd Polityczny” 2003, nr 61, s. 88–92
- Wołyń, rok 1943 : tragiczne wydarzenia sprzed 60 lat nadal dzielą Polaków i Ukraińców, „Tygodnik Powszechny” 2003, nr 19, s. 1,7
- Powstanie Warszawskie: historia zapomnienia: Klaus Ziemer, Timothy Snyder, Norman Davies, rozmowę przeprowadził Piotr Mucharski, „Tygodnik Powszechny” 2004, nr 34, s. 8–9
- „Rok 1984” czytany w roku 2004, tł. Mateusz Flak, „Tygodnik Powszechny” 2004, nr 44, dod. s. 10–11.
- Żydzi wołyńscy pod rządami polskimi oraz w okresie okupacji sowieckiej i nazistowskiej 1939–1945, [w:] Świat NIEpożegnany. Żydzi na dawnych ziemiach wschodnich Rzeczypospolitej w XVIII–XX wieku, pod red. Krzysztofa Jasiewicza, Warszawa: Rytm 2004
- Legenda o wolności: czy pamięć o polskim Sierpniu 1980 roku może stać się mitem założycielskim Europy?, tł. Michał Kuźmiński, „Tygodnik Powszechny” 2005, nr 36, dod. s. 1–3
- Nowa geopolityka: Europa Środkowa i Wschodnia – między Unią Europejską a Stanami Zjednoczonymi, „Przegląd Polityczny” (2005), nr 69
- Jerzy Giedroyc a polska polityka wschodnia, [w:] Aktualność przesłania paryskiej „Kultury” w dzisiejszej Europie. Zbiór studiów, red. Łukasz Jasina, Jerzy Kłoczowski, Andrzej Gil, Lublin: Tow. Inst. Europy Środkowo-Wschodniej 2007, s. 327–331
- Narody, mity i historia, rozmowę przeprowadził Irena Janowska-Woźniak, „Nowe Książki” 2007, nr 3, s. 4–8
- Ostatni imperialista Rzeczypospolitej, rozmowę przeprowadził Piotr Zychowicz, „Rzeczpospolita” 2007, nr 187, s. A15
- Polska to moja bratnia dusza, rozmowę przeprowadziła Jola Workowska, „Forum Akademickie” 14 (2007), nr 10, s. 25–26
- „Rozwiązać ostatecznie problem ukraiński w Polsce”. Czystka etniczna Ukraińców w Polsce, 1943–1947, tł. z ang. Evhen Ladna, „Nowa Ukraina” 2007, z. 1/2, s. 15–42
- Czerwony Książę: niezwykłe dzieje Wilhelma von Habsburga, „Tygodnik Powszechny” 2008, nr 50, s. 26–27
- Na co wam ta tarcza?, rozmowę przeprowadził Jarosław Makowski, „Newsweek Polska” 2008, nr 48, s. 48–50
- Obca i niezrozumiała historia Europy Wschodniej, „Nowa Europa Wschodnia” 2008, nr 1, s. 56–63
- Świat po papieżu: Krzysztof Michalski, Marcin Król, Kazimierz Nycz, Adam Michnik, Anne Applebaum, Timothy Snyder, oprac. Ludwika Włodek-Biernat, „Gazeta Wyborcza” 2008, nr 285, s. 16–17
- W cieniu cesarzy i sekretarzy: skąd pochodzą narody Europy Wschodniej, „Tygodnik Powszechny” 2008, nr 30, s. 24–25
- Trzy życia Henryka Józewskiego, rozmowę przeprowadzili Błażej Brzostek, Bogusław Kubisz, „Mówią Wieki” 2009, nr 5, s. 39–41
- Ucieczka, czyli sukces: Żydzi, Polacy i Sowieci, tł. Patrycja Bukalska, „Tygodnik Powszechny” 2009, nr 21, s. 28–29
- Warszawa okazała się czarująca, rozmowę przeprowadził Marcin Wojciechowski, „Gazeta Wyborcza” 2009, nr 120, s. 25
- Zakładnicy pamięci: historia Europy Wschodniej, rozmowę przeprowadził Marcin Wojciechowski, „Gazeta Wyborcza” 2009, nr 74, s. 30
- Tony Judt (1948–2010), „Zeszyty Literackie” 28 (2010), nr 4 (112), s. 50–59 . Współautorka: Marci Shore
- AK poza czarną i białą legendą, „Rzeczpospolita” 2010, nr 177, s. P18–P19
- Co musimy wiedzieć o Holokauście, tł. Tomasz Bieroń, „Newsweek Polska” 2010, nr 45, dodatek s. 14–15
- Narodowe tożsamości mają się dobrze, rozmowę przeprowadził Sebastian Duda, „Przegląd Powszechny” 127 (2010), nr 7/8, s. 24–36
- Sprzeczności Wasyla Wyszywanego, rozmowę przeprowadził Paweł Pieniążek, „Nowa Europa Wschodnia” 2010, nr 5
- Człowieczeństwo szpadlem mierzone, rozmowę przeprowadził Krzysztof Masłoń, „Rzeczpospolita” 2011, nr 123, s. P8–P10
- Czternaście milionów: konsekwencje „Skrwawionych ziem”. rozmowę przeprowadził Michał Kuźmiński, „Tygodnik Powszechny” 2011, nr 27, s. 20–21
- Kto był gorszy: Hitler czy Stalin?, „Rzeczpospolita” 10-06-2011
- Polityczna neutralność nie istnieje
- Który zabił więcej: rachunek zbrodni, „Forum” 2011, nr 15, s. 52–56
- Mord bez granic, rozmowę przeprowadził Adam Leszczyński, „Gazeta Wyborcza” 2011, nr 117, s. 14–15
- Twarze śmierci, rozmowę przeprowadził Rafał Kalukin, „Wprost” 2011, nr 19, s. 20–22
- Głód, kat Stalina i Hitlera 17 września 1939 roku: spotkanie dwóch totalitaryzmów, tł. Andrzej Ehrlich, „Gazeta Wyborcza”. 2012, nr 216, s. 34–35
- Granice historii narodowych: Międzynarodowy Festiwal Historyczny „Wiek XX. Anamneses”, tł. Michał Bardel, „Tygodnik Powszechny” 2012, nr 22, s. 28
- Inteligencja nie musi iść do muzeum, rozmowę przeprowadził Adam Leszczyński, „Ale Historia” 2012, nr 36, s. 3
- Jak mogło dojść do Holocaustu?, rozmowę przeprowadził Adam Leszczyński, „Ale Historia” 2012, nr 33, s. 3
- Kazimierz Kelles-Krauz (1872–1905): pionier badań nad nowoczesnym nacjonalizmem, tłum. Krzysztof Posłajko, „Przegląd Filozoficzno-Literacki” 2012, nr 4, s. 255–277
- Kompleks Ameryki, rozmowę przeprowadził Wojciech Pięciak, „Tygodnik Powszechny” 2012, nr 24, s. 5
- Polacy wobec Holocaustu, rozmowę przeprowadził Adam Leszczyński, „Ale Historia” 2012, nr 34, s. 3
- Polska w Europie Stalina, rozmowę przeprowadził Adam Leszczyński, „Ale Historia” 2012, nr 35, s. 3
- Powstanie otworzyło oczy Ameryce: powstanie w oczach Wschodu i Zachodu, rozmowę przeprowadził Adam Leszczyński, „Ale Historia” 2012, nr 28, s. 9
- Powstaje naród, socjalizm i endecja, rozmowę przeprowadził Adam Leszczyński, „Ale Historia” 2012, nr 30, s. 3
- Za wysokie poprzeczki II Rzeczpospolitej, rozmowę przeprowadził Adam Leszczyński, „Ale Historia” 2012, nr 32, s. 3
- Skrwawione ziemie Europy, „Uważam Rze Historia” nr 1/2012 , nr 2/2012
- Czytaj mistrzów, bądź wolny: literatura i polityka, [w:] Barbara Toruńczyk, Z opowieści wschodnioeuropejskich, Warszawa: Fundacja Zeszytów Literackich 2013
- Miłość jak śmierć, przeł. Tomasz Bieroń, „Tygodnik Powszechny” 2013, nr 9, s. 25
- Nie poganiajmy Ukraińców do rozliczenia: jak pamiętać o rzezi wołyńskiej, „Gazeta Wyborcza’ 2013, nr 168, s. 28–29
- Przyczynowość kommemoracyjna, przeł. Samanta Stecko, „Res Publica Nowa” 26 (2013), nr 24, s. 76–89
- Rewolucja zdrowego rozsądku, tł. Michał Sutowski, „Gazeta Wyborcza” 2013, nr 291, s. 14
- Integracja, kontrintegracja i dezintegracja, przeł. Michał Warchała, „Przegląd Polityczny”. nr 125 (2014), s. 108–111
- Korzenie wolności, rozmowę przeprowadził Jacek Stawiski, oprac. Grzegorz Jankowicz, „Tygodnik Powszechny” 2014, nr 51/52, dodatek: Anamneses, s. 2–6
- Integracja, kontrintegracja i dezintegracja, tł. Michał Warchała, „Przegląd Polityczny” Nr 125 (2014), s. 108–111
- Putin tęskni za sojuszem z Hitlerem: Kreml nie miał wrogów, więc ich sobie wymyślił, przeł. Marta Urzędowska, „Gazeta Wyborcza” 2014, nr 271, s. 18–19
- Kurier z mądrości: uwaga! Powrót do państw narodowych to powrót do polityki wielkomocarstwowej: groźny dla suwerenności większości krajów, tł. Jędrzej Polak, „Gazeta Wyborcza” 2014, nr 80, s. 29
- Przez mgłę propagandy, [w:] Zwrotnik Ukraina, red. Jurij Andruchowycz, Wołowiec: wydawnictwo Czarne 2014, s. 153–164
- Wstęp, [w:] Jan Karski, Wielkie mocarstwa wobec Polski 1919–1945: od Wersalu do Jałty, przeł. Elżbieta Morawiec, Poznań: Wydawnictwo Poznańskie 2014
- Auschwitz – wygodny symbol, tł. z ang. Bartłomiej Pietrzyk, „Rzeczpospolita” 2015, nr 243, s. 32–33
- Czego nie wiemy o zagładzie, rozmowę przeprowadził Maciej Nowicki, „Newsweek Polska” 2015, nr 42, s. 62–65
- Państwa są sztucznymi tworami: także Rosja, czy Stany Zjednoczone, rozmowę przeprowadził Agaton Koziński, „Polska” 2015, nr 95, dod. Forum, s. 37–38
- Rok Ukrainy, rozmowę przeprowadziła Iza Chruślińska, „Przegląd Polityczny” 2015, nr 129, s. 78–84
- Rosyjskie manipulacje historią: wojna i pamięć 70 lat później, rozmowę przeprowadził Piotr Kosiewski, „Tygodnik Powszechny” 2015, nr 20, s. 48–50
- W stanie wyjątkowym zabijamy: Jedwabne, Babi Jar, Auschwitz: kiedy powtórka?, rozmowę przeprowadził Maciej Stasiński, „Gazeta Wyborcza” 2015, nr 255, s. 24–25
- Wstęp, [w:] Genealogia współczesności: historia idei w Polsce 1815–1939, red. nauk. Bartłomiej Błesznowski, Marcin Król i Adam Puchejda, Warszawa: Wydawnictwa Uniwersytetu Warszawskiego 2015
- Co zrobić z kluczami z Jedwabnego: PiS-u kłopot z historią, tł. z ang. Andrzej Ehrlich, „Gazeta Wyborcza”. 2016, nr 106, s. 22
- Hitler był anarchistą, rozmowę przeprowadził Marcin Dzierżanowski, „Wprost” 2016, nr 8, s. 37–39
- Sami nie rozumiecie, co tracicie, rozmowę przeprowadził Maciej Stasiński, „Gazeta Wyborcza” 2016, nr 112, s. 14–15